# Comuna Karpîlivka, Sribne
Karpîlivka (în ucraineană Карпилівка) este o comună în raionul Sribne, regiunea Cernihiv, Ucraina, formată din satele Karpîlivka (reședința) și Lebedînți.

## Demografie
Componența lingvistică a comunei Karpîlivka
     Ucraineană (98,76%)
     Rusă (1,24%)
Conform recensământului din 2001, majoritatea populației comunei Karpîlivka era vorbitoare de ucraineană (98,76%), existând în minoritate și vorbitori de rusă (1,24%).